# Auguste Perret
Pour les articles homonymes, voir Perret.

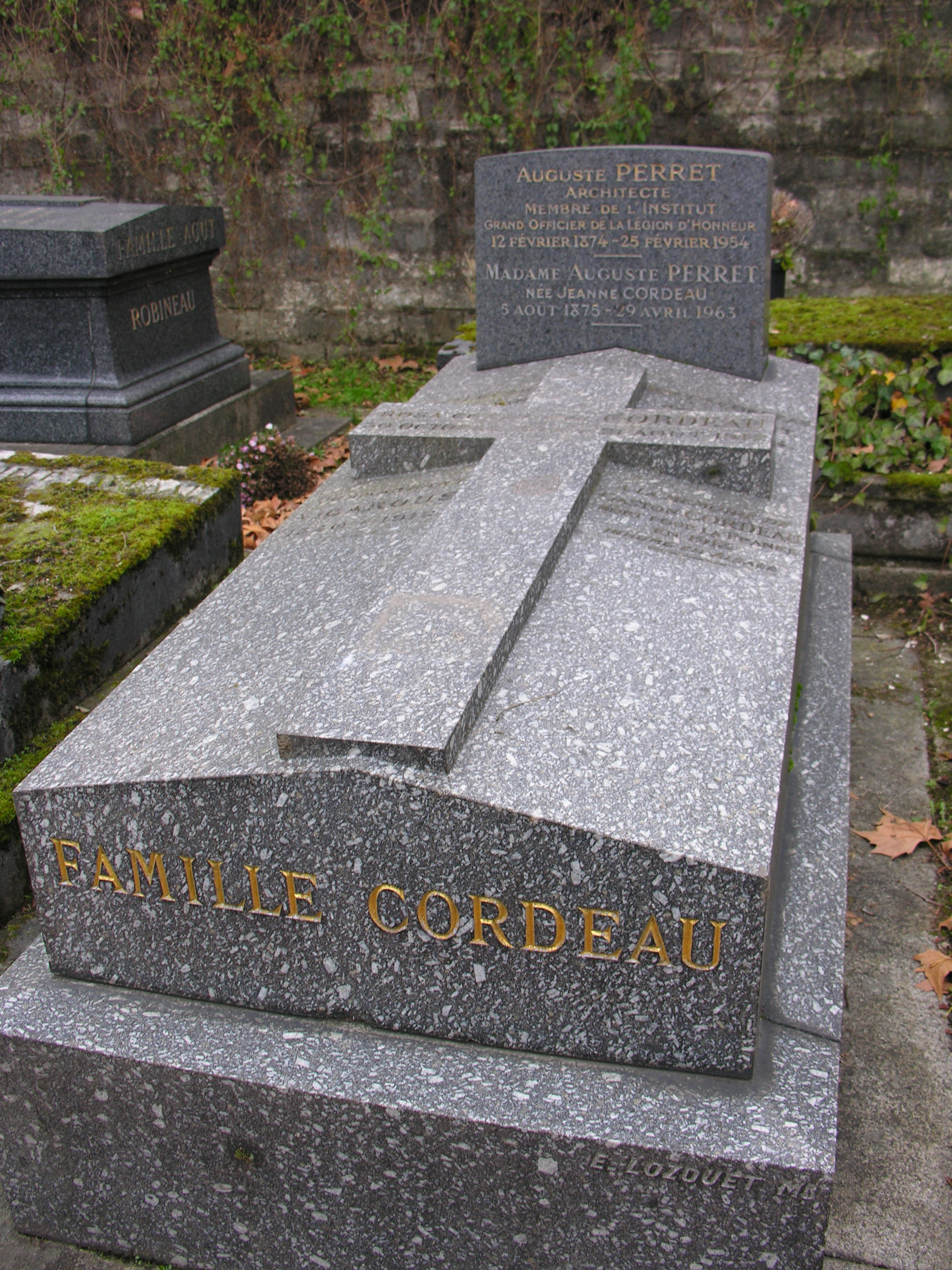
Vue de la sépulture au cimetière du Montparnasse.

Auguste Perret, né le 12 février 1874 à Ixelles (Belgique) et mort le 25 février 1954 à Paris, est un architecte français qui fut l'un des premiers techniciens spécialistes du béton armé.
Longtemps dénigré par les historiens et théoriciens du Mouvement moderne, particulièrement entre les années 1960 et 1990, plus exactement par des proches de Le Corbusier refusant ce qu'ils jugeaient comme des compromis favorisés par des gouvernements sans ambition, il a fallu attendre le passage des différentes crises de ce mouvement pour que l'œuvre de Perret reprenne place au sein d'une histoire de l'architecture plus directement orientée vers une logique patrimoniale. Auguste Perret apparaît dans ce nouveau contexte comme l'un des très rares architectes à avoir su discerner les enjeux et les limites du Mouvement moderne.
Outre ces jugements de valeur inévitablement subjectifs, Auguste Perret a joué un rôle déterminant : premier architecte à saisir l'intérêt constructif du béton armé  (au début des années 1900), il est toujours resté attaché à ce matériau à la fois économique et robuste, tout en posant quelques principes comme le « style sans ornement » , la structure poteau-poutre-dalle ou le plan libre. Placée sous le signe de la continuité historique, la cohérence de son œuvre — qui s'étale sur plus d'un demi-siècle — reflète la volonté d'inscrire la construction moderne au sein d'un nouvel ordre architectural défini comme l'École du classicisme structurel. Cette terminologie ne doit pas cacher un exceptionnel sens pratique qui peut tout aussi bien être compris comme une quête de durabilité et de démocratisation de la Modernité ; un idéal architectural qu'il a pleinement concrétisé en reconstruisant le centre-ville du Havre.

## Maître du béton armé

### Formation
Auguste Perret s'inscrit dans la lignée d'un grand-père carrier et d'un père tailleur de pierre puis entrepreneur, Claude Perret : il a toujours gardé un goût du matériau simple traité noblement et un sens tout aussi modeste que pragmatique de la construction. Né dans les environs de Bruxelles, où son père avait trouvé refuge après son implication dans la Commune de Paris, il s'initie aux procédés de constructions modernes au sein de l'entreprise familiale, avant d'orienter définitivement sa carrière en tant qu'« architecte spécialisé dans le béton armé ». Dans le même temps, il effectue ses études à l'École des Beaux-Arts de Paris, où il reçoit l'enseignement de Julien Guadet, l'un des théoriciens de l'architecture contemporaine qui lui transmit la démarche rationaliste et classique des Beaux-arts. Au-delà de ce rationalisme classique, son souci particulier de la structure prend également sa source dans une lecture assidue des ouvrages d'Auguste Choisy et surtout d'Eugène Viollet-le-Duc. Bien qu'il soit un élève brillant, il quitte l'École des Beaux-Arts pour rejoindre l'entreprise familiale — avant même d'obtenir son diplôme, ou de tenter un possible Prix de Rome.

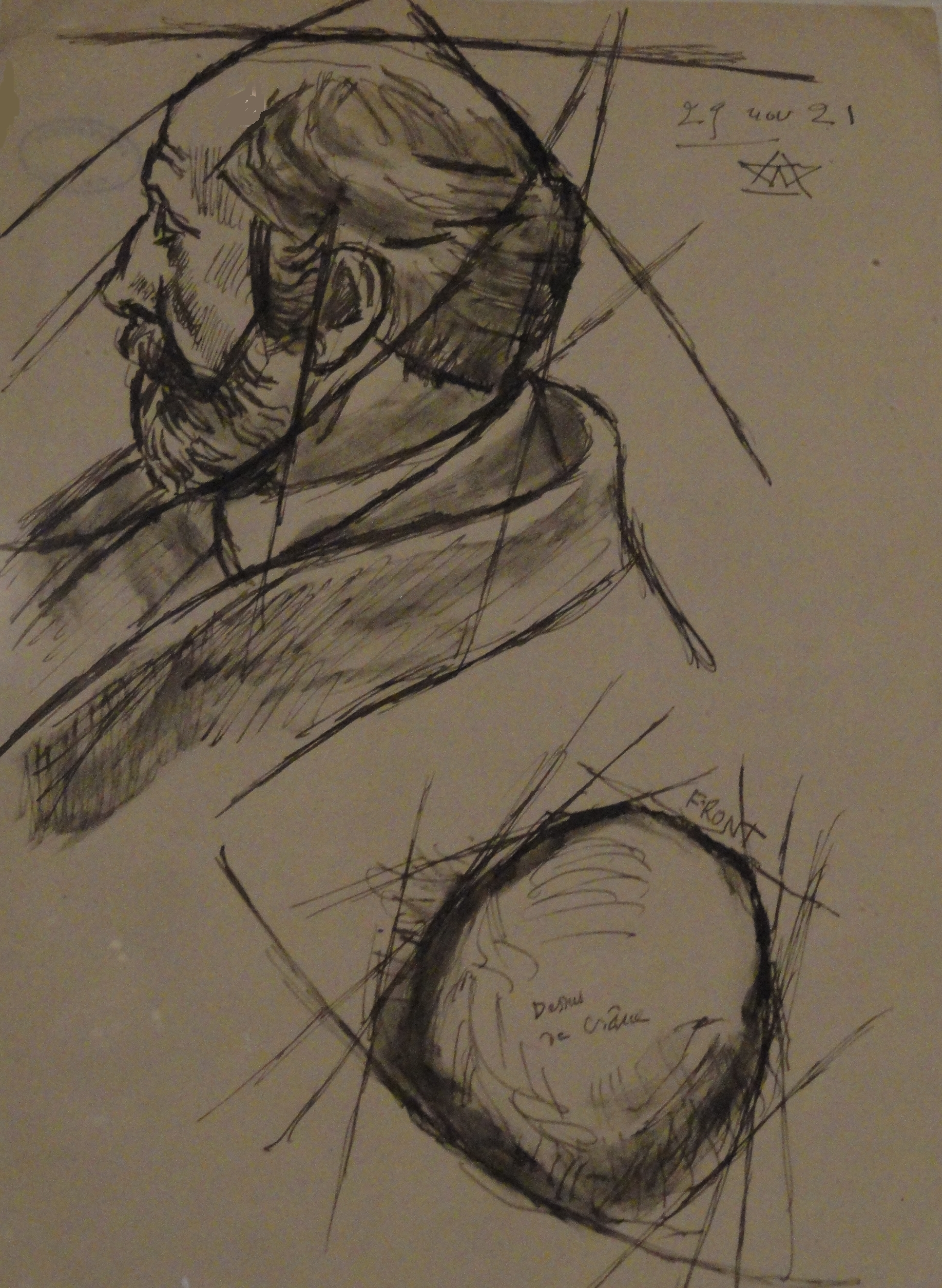
Auguste Perret : croquis de Bourdelle en 1921.

### Perret, entrepreneurs
En 1905, associé à ses frères Gustave (1876-1952), qui fut lui aussi architecte, et Claude (1880-1960) — qui avaient repris l'entreprise de maçonnerie fondée par leur père —, Auguste Perret devient l'un des premiers entrepreneurs à employer le béton armé dans la construction. Ainsi, dès 1913, il construit sa première grande réalisation : le théâtre des Champs-Élysées à Paris. Grâce à une réflexion ouverte sur les possibilités techniques et formelles de ce nouveau matériau, il est considéré comme le précurseur du plan libre en arrivant rapidement à la conclusion que la construction est fondée sur deux entités fondamentales : la structure porteuse (ou ossature) et les remplissages (cloisons, baies et trumeaux). Il appliqua au béton des formes et des proportions souvent apparentées au classicisme français, ainsi que des textures et des surfaces travaillées à la manière de la pierre de taille (choix des constituants du béton, bouchardage des surfaces). « Mon béton, disait-il en 1944, est plus beau que la pierre. Je le travaille, je le cisèle […], j'en fais une matière qui dépasse en beauté les revêtements les plus précieux. »
La lecture de l'architecture d'Auguste Perret ne doit pourtant pas s'arrêter à un classicisme d'apparence ou aux préoccupations pratiques — pour ne pas dire pragmatiques — d'un entrepreneur, et laisser ainsi oublier la dimension proprement architecturale de son travail. Il promeut le béton armé pour ses qualités structurelles et esthétiques propres au travers de son "ordre du béton armé". L'homme apparaît pleinement comme un moderne et, s'il affirme l'importance d'un matériau dit pauvre (le béton), s'il le traite comme de la pierre de taille et cherche à joindre l'élégance des beaux-arts à la simplicité artisanale, ce n'est pas sans une idéologie sociale que l'on peut alors rapprocher des recherches ouvertes par les Arts & Crafts puis prolongées — à l'époque où il débute — dans l'Art nouveau. Plus encore, à travers l'œuvre construite, il se fait pleinement architecte en regardant le bâtiment sous l'œil d'un espace libéré, d'un vide construit : ce que l'on observe dans ses projets à l'échelle urbaine et que l'on peut autrement comprendre dans la définition ouvrant son recueil d'aphorismes (cf. infra) : « L'architecture s'empare de l'espace, la limite, le clôt, l'enferme. Elle a ce privilège de créer des lieux magiques, tout entier œuvre de l'esprit. »

### Sous le régime de Vichy
Auguste Perret est le premier président de l'ordre des architectes en 1941 et est notoirement antisémiteInterprétation abusive ?. 
La grande clémence accordée aux architectes collaborateurs du Troisième Reich peut en partie s'expliquer par leur besoin au moment de la reconstruction.

### La (re)construction

Auguste Perret, 1932.

La célébrité d'Auguste Perret commence au début du XXe siècle avec la réalisation du théâtre des Champs-Élysées qui lui vaut, par le biais de quelques scandales, une notoriété immédiate alors même qu'il cherche à défendre des idées particulièrement modernistes comme d'imposer le béton, de bâtir des « buildings » tout autour de Paris ou de concrétiser un « style sans ornement » pour mettre fin aux errements de l'Art nouveau. Dans les années 1920 et 1930, il commence des entretiens et théorise sa pensée, sans publier mais faisant l'objet de nombreux articles de revues soutenu en particulier par Marie Dormoy. Il tient également le poste de président de la Société des architectes modernes, fondée par Hector Guimard en 1922. Il concrétise son Ordre du béton grâce à la Tour d'orientation de Grenoble en 1924 puis multiplie ses réalisations dans d'importantes commandes publiques, des ateliers d'artistes (Boulogne-Billancourt), des bâtiments industriels ou des chantiers privés comme la réfection de la Maison d'Ananie à Paris, sans oublier l'église Notre-Dame du Raincy en 1923. En 1938, Auguste Perret est mis à l'honneur dans le film Les Bâtisseurs de Jean Epstein. Plusieurs de ses réalisations y sont présentées, et l'architecte expose longuement sa façon de voir l'architecture. Sous l'Occupation, il conserve la première place parmi les architectes modernes : il sera élu membre de l'Académie des beaux-arts en 1943 et présidera l'Ordre des architectes. Bien que le gouvernement du maréchal Pétain s'oriente résolument vers le régionalisme (reconstruction d'Orléans), il obtient le chantier de reconstruction de la place Alphonse-Fiquet à Amiens où l'on trouve les principes constructifs qu'il avait instaurés au Garde-meuble national et au palais d'Iéna et qu'il mettra pleinement en œuvre au Havre.

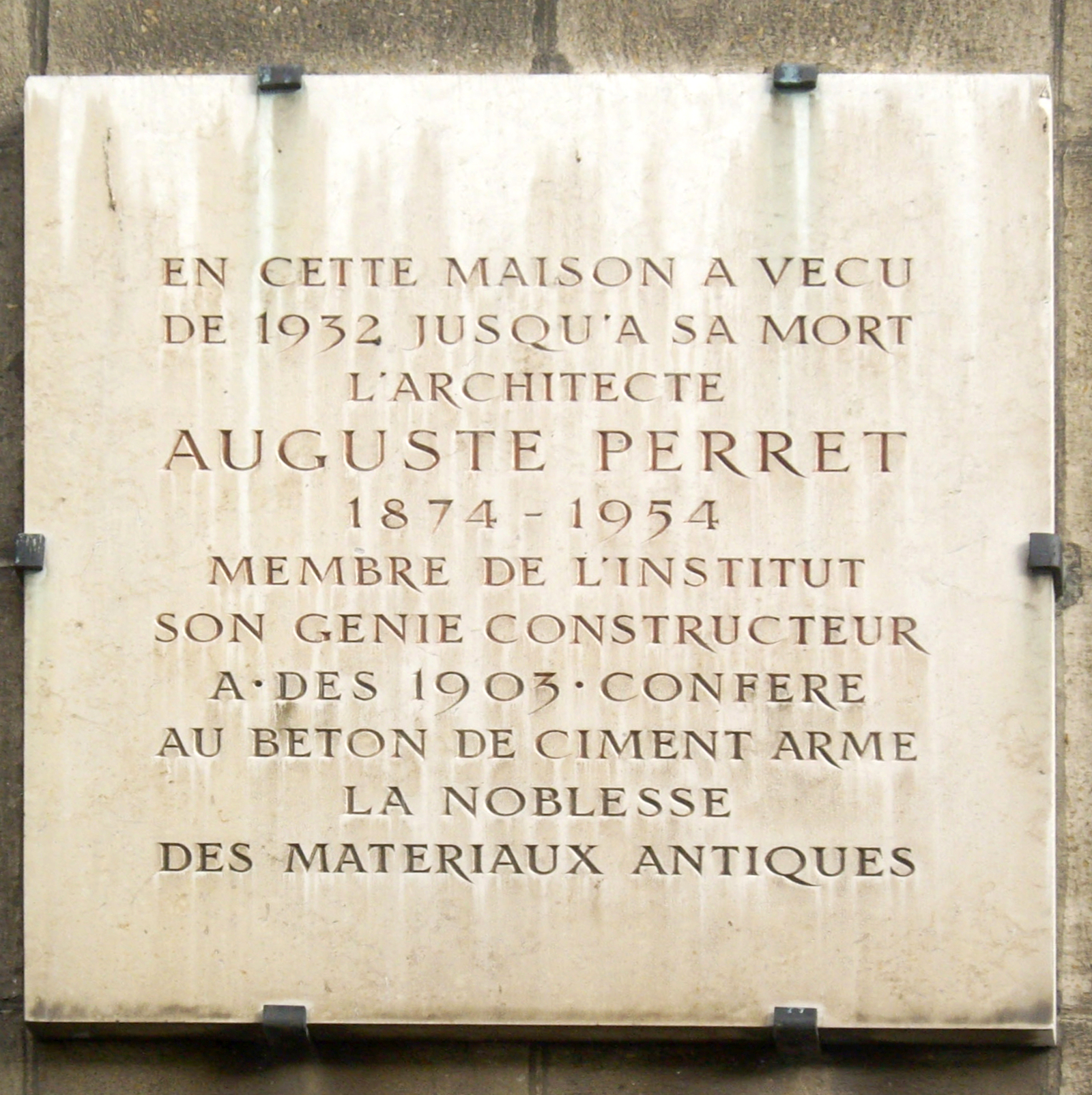
Plaque commémorative au no 51-55 de la rue Raynouard, dernier domicile parisien d'Auguste Perret et siège actuel de l'Union internationale des architectes.

Après la guerre, Auguste Perret est un maître reconnu quand de jeunes architectes l'approchent pour tenter de créer une école française de reconstruction. Mais le ministère de la Reconstruction et de l'Urbanisme ne souhaite pas une unité de réponse, préférant encourager la diversité et juger ensuite de l'efficacité sur chacun des ouvrages : cela va permettre d'intégrer des projets particulièrement modernes (Cité radieuse de Marseille) et d'autres plus régionalistes (Saint-Malo). L'équipe de Perret remporte malgré tout le plus important chantier : celui du Havre. Renommé Atelier pour la reconstruction du Havre, le groupe prend en charge la réédification ex nihilo des 150 hectares du centre-ville. Auguste Perret meurt avant l'achèvement du chantier : le bâtiment principal de la rue de Bretagne, classé depuis monument historique, est le seul qu'il ait pu voir entièrement réalisé.
Auguste Perret est également associé au projet de reconstruction du Vieux-Port de Marseille. Début 1951, il en devient le nouvel architecte en chef officiel, en remplacement d'André Leconte dont le projet de façades en front de quai est vivement contesté. Sa nomination sert surtout à apporter sa caution aux contre-propositions des jeunes architectes marseillais Fernand Pouillon et André Devin, simultanément nommés architectes en chef adjoints.

### L'enseignant
En 1923, Auguste Perret dirige un atelier extérieur de l'École des Beaux-Arts qui est spécialisé dans le béton. En 1930, il enseigne à l'école spéciale d'architecture. Autour du maître commence alors à se former un groupe de jeunes architectes modernes (dont Roger Jauny), qui a contribué à son prestige social dans le milieu architectural et culturel. Ce rayonnement a favorisé les commandes publiques ultérieures.

## Une œuvre longtemps délaissée

### Synthèse historiographique

#### Les années d'oubli
Après avoir été reconnu comme l'architecte le plus important de France, puis mis en parallèle par les médias avec Le Corbusier à partir de la Reconstruction, Auguste Perret va rapidement connaître une longue période d'oubli et de déconsidération. Publié en 1959, l'ouvrage de Peter Colins apparaît finalement comme un chant du cygne. Il ne suffira pas à instaurer sa renommée en France, bien qu'il ouvre déjà une perspective large sur l'importance de son œuvre à la fois dans son brutalisme précurseur (béton nu, absence d'ornement), dans son rôle historique au sein de l'architecture mondiale (ossature en béton armé, préfabrication), mais aussi dans l'émergence paradoxale d'un « ordre du béton armé » (modularité, néoclassicisme) qui tendait à inscrire ce premier maître de la modernité par-delà les crises que commençait à subir le Mouvement moderne.
Il faut attendre une première étude de Joseph Abram en 1985 pour que son œuvre réapparaisse dans les travaux universitaires, réintroduisant au passage les principaux éléments qui la caractérisent au sein de l'histoire des arts. Ces travaux seront suivis par un livre illustré de Roberto Gargiani, dont les textes retracent subtilement la doctrine du maître. Pour autant, les ouvrages généralistes consacrés à l'architecture ou à l'urbanisme moderne depuis les années 1960 jusque dans les années 1990 le citent régulièrement en l'assimilant à un classicisme jugé peu innovant, voire désuet : les réalisations architecturales d'Auguste Perret furent longtemps décriées – paradoxalement jugées peu innovantes par les historiens du Mouvement moderne ou trop moderne pour les habitants du Havre.

#### La reconnaissance

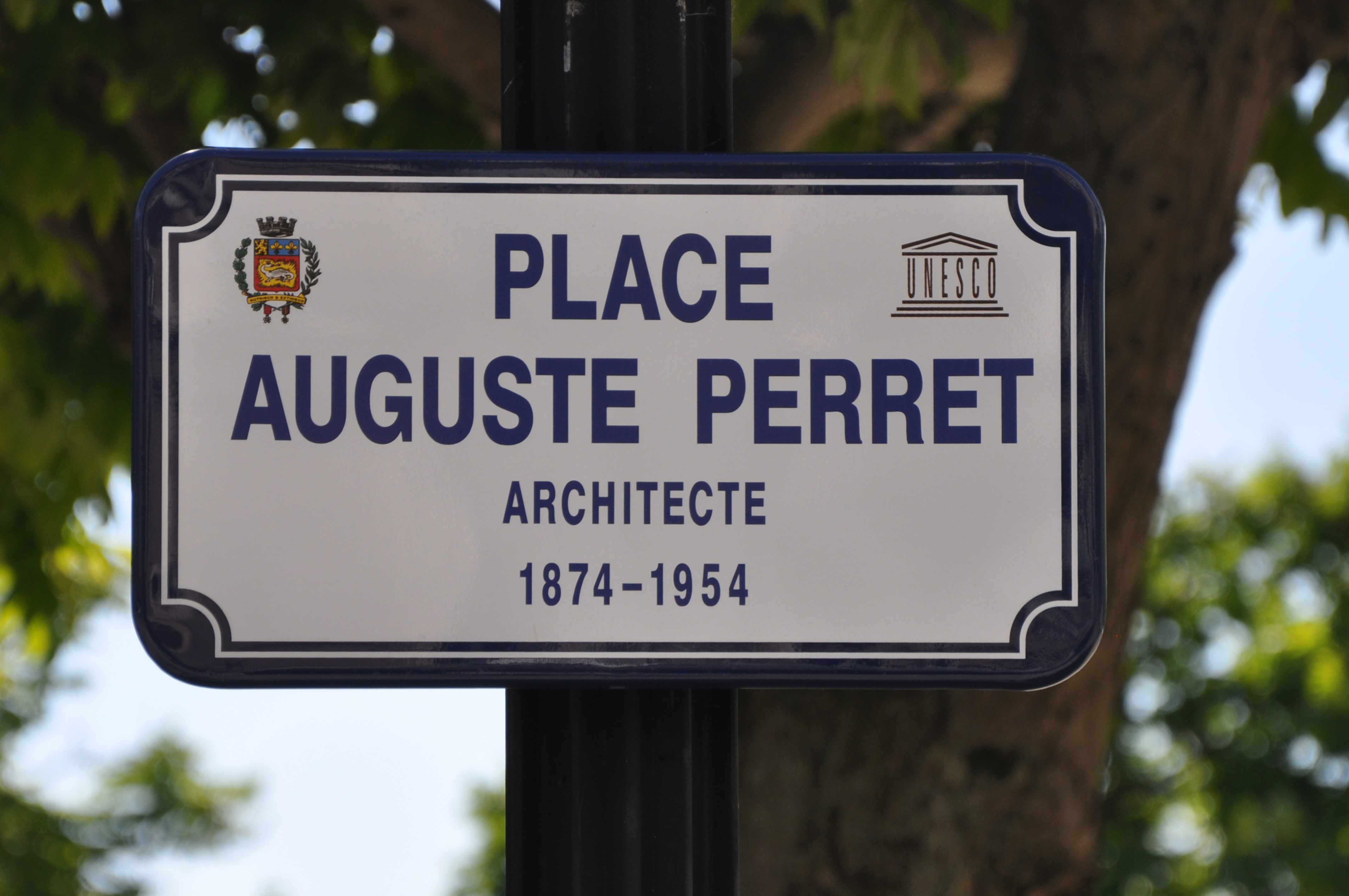
Le Havre.

Le transfert du Fonds Perret du CNAM aux Archives nationales, suivi de son dépôt à l'IFA-Cité de l'architecture et du patrimoine en 1992 va permettre une étude détaillée et exhaustive, aboutissant au début des années 2000 à plusieurs travaux monographiques successivement dirigés par Maurice Culot et Jean-Louis Cohen. Ces ouvrages sont amplement diffusées et s'associent entre 2002 et 2004 à une exposition itinérante internationale, « Perret, la poétique du béton » : l'inauguration de l'exposition de l'IFA dans la ville du Havre marque un tournant décisif dans la réception de son œuvre.
Ainsi, la même année, Le Havre devient la première ville du XXe siècle à intégrer le réseau des Villes et Pays d'art et d'histoire, un label qui prolongeait les importants travaux de l'Inventaire menés par Claire Étienne-Steiner  pour élaborer une ZPPAUP (approuvée par le conseil municipal en 1995). Dès lors, le regard des habitants change, en même temps que celui des experts… Finalement l'UNESCO va estimer que la ville d'Auguste Perret constitue « un exemple exceptionnel de l'architecture et de l'urbanisme de l'après-guerre », décidant de l'inscrire le 15 juillet 2005 sur la liste du patrimoine mondial de l'humanité. Chef-d'œuvre de l'architecte et de son équipe, ce centre-ville est aujourd'hui considéré comme l'un des plus importants projets architecturaux du XXe siècle, dont la cohérence et l'esprit de modernité peuvent être comparés à Tel-Aviv, Chandigarh ou Brasilia, comme le suggérait une exposition présentée au Musée d'art moderne André-Malraux en 2007.

### Les éléments d'une théorie
Auguste Perret était, par son caractère, sûr de lui : « Ceux qui ont été ses élèves ne peuvent oublier ses corrections, ou plutôt ses conseils lucides qui correspondaient à la fois à la certitude de sa vérité, et en même temps, à sa grande tolérance. [Il faut] apprécier sa philosophie dans ce qu'elle contient de permanent » dira Jacques Tournant, que l'on peut voir non seulement comme son élève, mais aussi comme le premier historien de Perret. Cependant, si le ton du maître est catégorique, presque doctrinaire, ses propos sont complexes et tiennent moins de la doctrine proprement dite que de la contribution à une théorie qui prolonge plus qu'elle ne bouleverse les usages.
L'œuvre écrite ou construite d'Auguste Perret reste difficile d'accès, d'autant plus qu'elle ne peut pas être analysée suivant la grille de lecture ouverte par le Mouvement moderne ; celle-ci ne s'appliquant pas directement à sa démarche architecturale, y compris dans ce qu'il conviendrait d'appeler l'« urbanisme » (suivant la définition de la Charte d'Athènes). Il faut préférentiellement chercher du côté d'une pensée civilisationnelle et patrimoniale – voire monumentale - qui, à la lueur des avancées techniques contemporaines, tentait de prolonger un travail de recherche mené sur plusieurs millénaires, au sein de ce que l'on présente désormais comme l'École du classicisme structurel. Roberto Gargiani résume ainsi sa démarche : « Nature et classique se reflètent dans un jeu d'allusions, d'invention de métaphores, de fictions structurales qui animent toujours davantage son idée de l'architecture. La colonne en béton armé apparent, finement dessinée, bouchardée de façon à la faire presque ressembler à un monolithe de pierre, devient le modèle capable de résumer la signification complexe du classicisme tel que le conçoit Perret ». S'il reprend la colonne du temple classique, il n'hésite pas à en inverser les proportions en la rétrécissant non plus vers le sommet, mais vers la base, suivant la logique du calcul structurel : ce n'est plus le poids qui détermine sa forme, car la colonne en béton-armé, faite d'une seule masse et fixée à sa base, subit des moments de flexion allant croissant vers le sommet. Métaphore de l'homme et de la technique, de son héritage et de ses mutations, la charpente de béton armé et la colonne sont des éléments essentiels pour comprendre l'œuvre d'Auguste Perret.

#### Poursuivre Vitruve
Jacques Tournant choisit assez justement le terme « permanent » pour décrire la philosophie d'Auguste Perret, lui-même affirmant se situer dans une quête de vérité, bien qu'il parle en termes de méthode plus que de forme. C'est là le cœur d'une pensée qui s'affirme comme un écho lointain de la Querelle des Anciens et des Modernes. « Nous devons construire comme le feraient nos grands ancêtres s'ils étaient à notre place », affirme-t-il, avant de reprendre : « Il y a deux mille ans Vitruve disait : il y a trois choses qui se doivent rencontrer dans tous les édifices, savoir la Solidité, la Commodité, la Beauté. Nous dirons plutôt : pour atteindre à la Beauté, il y a trois qualités qui se doivent rencontrer dans un édifice, savoir : le Style, le Caractère et la Proportion. » (version inédite des aphorismes d'Auguste Perret, vers 1944-1945). Ainsi, le maître n'hésite pas à aller chercher ses arguments dans la trilogie de Vitruve du beau, de l'utile et du solide, tout en déplaçant la position du beau comme conséquence d'une « objectivité technique » (suivant des lois dites « naturelles ») et non comme vérité ad hoc ou héritage historique (ce qui lui vaut une opposition avec le classicisme ou l'historicisme au sens strict) :
- « le Style, a dit Racine, c'est la pensée exprimée avec le minimum de mots. Le Style en architecture, c'est la pensée exprimée suivant les lois naturelles de l'économie : noblesse de la structure. » (op. cit.) Le minimum de mots, c'est l'absence d'ornement et la logique rationnelle, la quête de l'essentiel, de ce qui dure : la structure qui détermine la solidité d'un édifice, finissant seule par traverser le temps (l'exemple de la ruine) ;
- « le Caractère c'est ce par quoi l'édifice montre au premier regard sa destination, sa fonction. » (op. cit.). La notion de caractère est plus directement liée au classicisme qu'au fonctionnalisme : une perception partagée dans son ensemble (lisibilité sociale et démocratique de la fonction) par delà la transparence des organes voulue par le Mouvement moderne (émergence des fonctions à travers la forme) ;
- « soumis à la nature, l'édifice sera harmonieux. S'il mesure l'esprit même de l'homme par ses formes géométriques, et s'il se mesure au corps même de l'homme par ce qu'on appelle l'échelle, il satisfera à la proportion : car la proportion c'est l'homme même. » (op. cit.). En acceptant « l'homme même » comme règle de la proportion, Auguste Perret se situe tout autant dans la philosophie de Maurice Merleau-Ponty, celle d'une perception dans la dimension objective et subjective du corps que dans le prolongement d'un principe humaniste antique[27].

#### L'ancien et le moderne
S'il respecte quelques règles semblant ressortir d'une sélection et d'une diversité ouvertes par l'histoire, il n'aura de cesse d'introduire de nouvelles mutations et de lutter contre le mimétisme des Anciens perpétué tant par l'institution académique que par la tradition régionaliste. On peut retenir quelques exemples caractéristiques de cette opposition :
- le béton armé qui est un matériau économique et dont les exemples historiques (béton à la chaux des Romains) montrent qu'il se solidifie avec le temps[29] ;
- l'absence d'ornement qui ne se justifie pas dans le jeu structurel (si le « chapiteau » est maintenu, c'est qu'il offre une juste transition entre la colonne et la poutre) ;
- la division structure-remplissage qui permet de découpler les forces en jeu et, par conséquent, de canaliser les fissures et de limiter le vieillissement ;
- la nudité du béton, car un matériau d'une seule masse permet d'éviter les décollements observés dans les parements ou les peintures ;
- le toit-terrasse qui est moins coûteux qu'une charpente et offre un agréable espace utilisable.

À l'opposé, il ne défend pas les démarches extrêmes du Mouvement moderne, qu'il situe partiellement dans la « mode », retraçant de ce fait un instant de la pensée et ne pouvant pas aboutir à une expression durable. Pour lui, ce type d'« esthétique » ne détermine pas l'essence de l'architecture, de la technique : elle en est une conséquence. C'est la construction et l'homme même, qui occupent cette place transcendantale, et il s'agace régulièrement de voir quelques expressions modernistes aller contre les règles « naturelles », à la fois durables et plus humaines. Ces exemples les plus cités sont :
- la corniche : sa suppression dans l'architecture « cubiste » (Adolf Loos, Le Corbusier) va à l'encontre du rôle d'obstacle face aux ruissellements qui dégradent les façades ;
- la fenêtre verticale plutôt que celle, horizontale, ne laissant pas entrer pleinement la lumière et ne retraçant pas le « corps de l'homme » (vivant, en action) dans le bâtiment ;
- la façade droite sans « porte-à-faux » qui donne une sensation de déséquilibre et ne satisfait pas l'aspect solide et rassurant de l'abri souverain ;
- un fonctionnalisme pondéré qui évite les jeux de volumes injustifiés du fonctionnalisme moderniste : « Il faut que la fonction crée l'organe. Mais il ne faut pas que l'organe dépasse sa fonction »[30].

#### Le «banal» comme moteur de l'architecture
À travers ces différentes positions sur l'architecture qui conduisent son auteur à des débats voire des affrontements assez violents avec les institutions (le toit-terrasse contre la charpente) ou avec le Mouvement moderne et Le Corbusier (la fenêtre verticale contre le bandeau, ainsi que beaucoup d'autres points, même si Auguste Perret reste un fidèle ami de Le Corbusier), Auguste Perret développe surtout un idéalisme propre à l'architecte d'une logique implacable. En voulant rendre le béton « luxueux », le hisser au même rang que le marbre ou les autres métaux précieux, il cherche avant tout à contredire le préjugé qui tend à faire de la rareté une composante inévitable de la beauté or, ce n'est pas le cas : en effet, il ne suffit pas qu'un matériau soit coûteux pour qu'il soit beau (plusieurs exemples autour de nous le montrent très bien). Sa démarche devient rapidement plus globale, souhaitant montrer en dernière instance que le « banal » doit pleinement suffire à nos besoins les plus primaires, il combat le superflu et la futilité : « Celui qui, sans trahir les matériaux ni les programmes modernes, aurait produit une œuvre qui semblerait avoir toujours existé, qui, en un mot, serait banale, je dis que celui-là pourrait se tenir pour satisfait. Car le but de l'art n'est pas de nous étonner ni de nous émouvoir. L'étonnement, l'émotion sont des chocs sans durée, des sentiments contingents, anecdotiques. L'ultime but de l'art est de nous conduire dialectiquement de satisfaction en satisfaction, par delà l'admiration, jusqu'à la sereine délectation. ».
Partant de cette idée, son atelier va réaliser au Havre une architecture d'une totale simplicité, où la banalité rime avec l'économique : il s'agit de réduire les moyens (matières, énergie, main d'œuvre, finances…) pour arriver à une forme essentielle optimisant au passage la durabilité de l'ouvrage (matérielle, esthétique et fonctionnelle). Suivant cette relation entre économie et durée, on peut considérer l'efficacité du chantier du Havre comme exemplaire, les techniques que l'on y développe servant par ailleurs d'exemples pour l'édification des grands ensembles (Cité Rotterdam, Strasbourg) : l'angle droit et la trame unique (6,24 mètres), la standardisation et la préfabrication, le plan libre seront les outils de cette directive économique de la reconstruction.
Mais la comparaison avec les grands ensembles doit s'arrêter sur ce point, car la reconstruction ne se limite pas à une mécanisation de la mise en œuvre : bien au contraire l'humanité se dévoile aussi à travers la banalité. Auguste Perret choisit un matériau économique, mais c'est la main de l'homme qui va le rendre « précieux » (« je le travaille, je le cisèle »). Le souci d'une dimension proprement humaine se retrouve à toutes les échelles et, si l'Atelier Perret est contraint de réaliser quelques tours d'habitations, il ne les place pas au premier plan, mais les cache dans des rues secondaires pour offrir aux piétons des perspectives classiques sur des bâtiments bas. Partout l'homme reste présent, soit dans la forme des fenêtres, soit dans les finitions « manuelles » dans les détails du béton… Si la ville du Havre reste encore difficile à percevoir sous cet angle, il faut étendre la réflexion à une interrogation philosophique prolongeant cet éloge de la banalité : comment placer librement un individu au sein de la multitude ? Comment dépasser la formule contradictoire d'un « luxe pour tous »  ? Ici s'ouvre finalement une opposition de fond avec le Mouvement moderne revendiquant des formes fermées et idéalisées, prolongeant implicitement l'idée d'exception et de rareté, alors qu'Auguste Perret cherchait une réponse à la fois ouverte et évolutive, dans le temps et dans l'espace.

## Vie privée
Il a été marié à Jeanne Cordeau (1875-1963).
Il a eu un temps pour maîtresse Marie Dormoy (1886-1974).

## Principaux projets et réalisations

### Architecture

Immeuble de rapport, 25 bis rue Franklin à Paris.

1930-1931  Auguste Perret est demandé à Dijon, par Maurice et Jeanne Magnin, qui souhaitent léguer leurs quelque 2 000 œuvres d'art (peintures, dessins, sculptures et mobilier) et créer, dans leur hôtel particulier des aménagements pour ouvrir au public le Musée Magnin. Auguste Perret réaménage donc les anciennes écuries, mais surtout crée une mezzanine à lumière zénithale, permettant d'accueillir les peintures françaises tout en inondant de lumière le rez-de-chaussée borgne.

#### Avant 1945
Les principales réalisations de l'architecte sont :
- le théâtre des Champs-Élysées (1913) ;
- l'hôtel particulier construit en 1913 pour le peintre belge Théo van Rysselberghe (1862-1926) au 14, rue Claude-Lorrain à Auteuil[34] ;
- l'église Notre-Dame au Raincy (1922-1923), en collaboration avec son frère Gustave ;
- pavillon des contremaîtres de la société maritime des pétroles au Grand-Quevilly (1922)[35] ;
- clocher de l'église Saint-Julien de Saint-Vaury (Creuse) (1924) ;
- la tour Perret, édifiée en 1924 dans le parc Paul-Mistral à Grenoble, est la première tour en béton armé construite au monde. Haute de 95 mètres, elle a été construite par les frères Auguste et Gustave Perret à l'occasion de l'exposition internationale de la houille blanche, qui eut lieu du 21 mai au 25 octobre 1925 ;
- Maison-atelier de Chana Orloff, 7 bis villa Seurat dans le 14e arrondissement de Paris (1926) ;
- la chapelle Sainte-Thérèse, rue d'Épinay à Montmagny dans le Val-d'Oise (1926-1927) ;
- Avec Gustave Perret, 27, villa Saïd, dans le 16e arrondissement de Paris, hôtel Bressy (1927-1928). Pour Alice Cocéa.
- la chapelle de franciscaines de l'Immaculée-Conception, dite chapelle Auguste Perret, 52 avenue Laplace à Arcueil (1927-1929)[36],[37] ;
- la chapelle de La Colombière à Chalon-sur-Saône (1928-1929)[38] ;
- la salle Cortot à Paris (1928-1929) ;
- l'aménagement du musée Magnin (1930-1931) ;
- la villa de M. Nubar Bey à Garches (1930-1931) ;
- l'hôtel particulier du Dr Périgord à Limoges (1934-1935) ;
- la maison de Charles Mauduit  à Sceaux, labellisée patrimoine d'intérêt régional
- les bâtiments administratifs dits, d'une part, « Bâtiment Perret », aujourd'hui intégré à l'hexagone Balard et, d'autre part, le bassin des carènes (centre d'essais de la DGA) détruit dans le cadre de l'hexagone Balard, dans le 15e arrondissement de Paris (1929-1932) en collaboration avec son frère Gustave ;
- le bâtiment du Mobilier national, à Paris (inauguré en 1936) ;
- le palais d'Iéna, à Paris (1937) ;
- l'usine des horlogeries Dodane, à Besançon (1939-1943).

#### Le Havre (1945-1954)
- 1945-1954 : Projet d'ensemble du Centre-ville reconstruit du Havre inscrit sur la Liste du patrimoine mondial de l'humanité par l'UNESCO[39]. Ce projet comprend un plan d'ensemble mis au point dans son atelier en 1945 et approuvé en janvier 1946. Le remembrement des 130 hectares de ville à reconstruire (10 000 logements) est effectué par Jacques Tournant. Auguste Perret signe lui-même les plus importantes réalisations : en 1946 les Immeubles sans affectation individuelle (ISAI, cf. Appartement témoin Perret), puis l'ensemble de la Porte Océane (1950), église Saint-Joseph du Havre (1951) et l'hôtel de ville (1952). Les membres de son atelier (dont Pierre-Édouard Lambert et André Hermant) réalisent de nombreuses autres opérations en s'associant avec des architectes locaux. Près de cent architectes interviennent au Havre jusqu'en 1964.

#### Après 1945
- 1946-1954 : nouveaux ateliers à l'École nationale supérieure des beaux-arts à Paris (6e arr.)[40].
- 1947-1949 : musée des beaux-arts, São Paulo (Brésil).
- 1948 : gare maritime d'Alger (Algérie), architecte : Urbain Cassan avec la collaboration de l'entreprise Perret.
- 1949-1952 : la tour Perret, immeuble résidentiel et de bureaux à Amiens.
- 1950-1954 : immeuble d'habitation de la Fondation Alexandre et Julie Weill, Paris (17e arr.)
- 1950-1954 : centre de recherche du Commissariat à l’Énergie Atomique (CEA), Saclay (Essonne)[41].
- 1951-1954 : reconstruction du Vieux-Port de Marseille (Bouches-du-Rhône), en caution des projets de Fernand Pouillon et André Devin[15].

### Projets non réalisés
- 1921 : Maisons en série, « Périptère », publiées par Le Corbusier dans la revue L'Esprit Nouveau aux côtés des maisons « Dom-Ino », « Citrohan » et Monol » illustrant la notion de plan libre[42].
- 1922 et 1932 : Les projets de Villes-tours (« Maisons-Tours »), pour l'extension de Paris (à l'emplacement de l'ancienne enceinte de Thiers[43]), évoqués dans une conversation de 1905 apparaissent à  partir de 1915 dans les archives, des dessins réalisés par Jacques Lambert d'après Perret seront publiés dans la revue L'illustration du 12 août 1922 et dans La Science et la vie no 102 de 1925, avant d'être réétudiés en 1932 pour la revue L'Architecture d'Aujourd'hui.
- 1929-1930 : étude théorique pour un « musée moderne » ou « musée idéal ».
- 1926 : Concours de l'église Sainte-Jeanne-d'Arc, Paris. Non réalisé, ce projet servira cependant de support à l'église Saint-Joseph du Havre.
- 1930 : Porte Maillot, Paris, projet pour le concours Rosenthal. Non réalisé, ce projet servira également pour la reconstruction du Havre (Porte Océane).
- 1931 : Palais des Soviets de l'U.R.S.S., Moscou.
- 1932 : Bâtiments administratifs et atelier des torpilleurs, Toulon (Var).
- 1933 : Reconstruction du palais du Trocadéro, Paris (16e arr.). C'est le palais de Chaillot qui est finalement réalisé à sa place.
- 1937 : Plan d'aménagement de l'Exposition internationale, Paris.

## Hommages
Il y a une rue Auguste-Perret dans le 13e arrondissement de Paris, ainsi qu'à Arques-la-Bataille, Boulogne-Billancourt, Bourg-lès-Valence, Créteil, Garges-lès-Gonesse, Montmagny, Niort, Perpignan, Quimper, Rueil-Malmaison, Rungis, Saint-Brieuc, Sarcelles, Tours, Villejuif et Voisins-le-Bretonneux. Il existe une station à son nom sur la ligne 7 du tramway d'Île-de-France reliant Villejuif à Athis-Mons.

## Distinctions
- Chevalier de l'ordre national  de la Légion d'honneur (1926)[44]
- Officier de l'ordre national  de la Légion d'honneur (1936)[44]
- Commandeur de l'ordre national  de la Légion d'honneur (1946)[44]
- Grand Officier de l'ordre national  de la Légion d'honneur (1950)[44]

## Élèves notables
- Éliane Castelnau
- Vladimir Couprianoff (1919-1967), de 1945 à 1950, prix Casa de Velázquez (1952-1953)[45].
- Pierre Dalloz
- Jean Dimitrijevic
- André Hermant
- Denis Honegger
- René Iché
- Guy Lagneau
- Le Corbusier
- Léon Malcotte, élève à l'École nationale supérieure des beaux-arts, de 1932 à 1942 après l'atelier de Paul Bigot (1870-1942), n'a pas eu la possibilité de concourir pour le prix de Rome en 1939 pour cause de guerre. Sera ensuite élève d'Alexandre Courtois en 1942[46].
- André Ravéreau
- Jean Renaudie,
- Michel Weill
- Marion Tournon-Branly

## Galerie

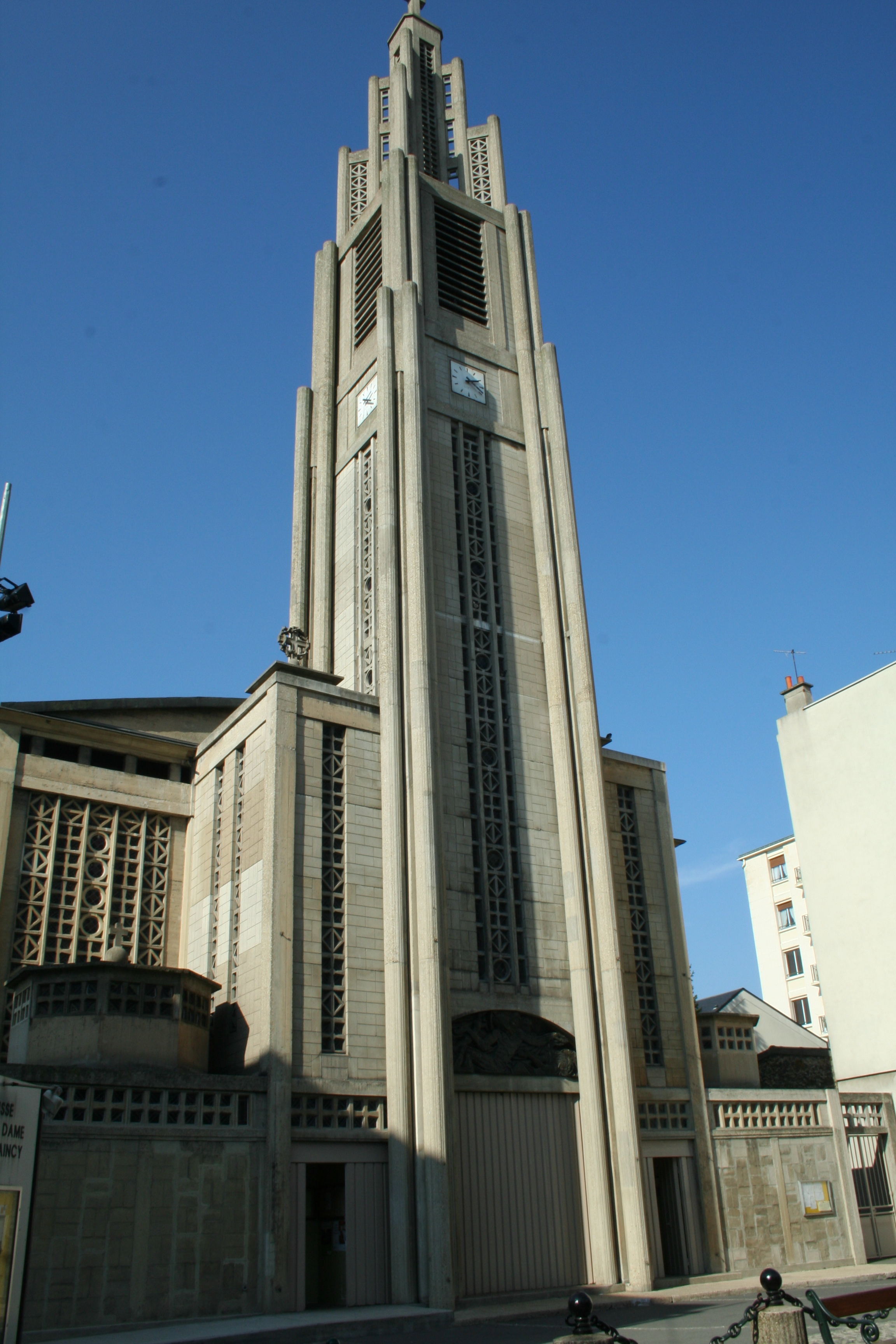
Église Notre-Dame-de-la-Consolation, Le Raincy (1922-1923).
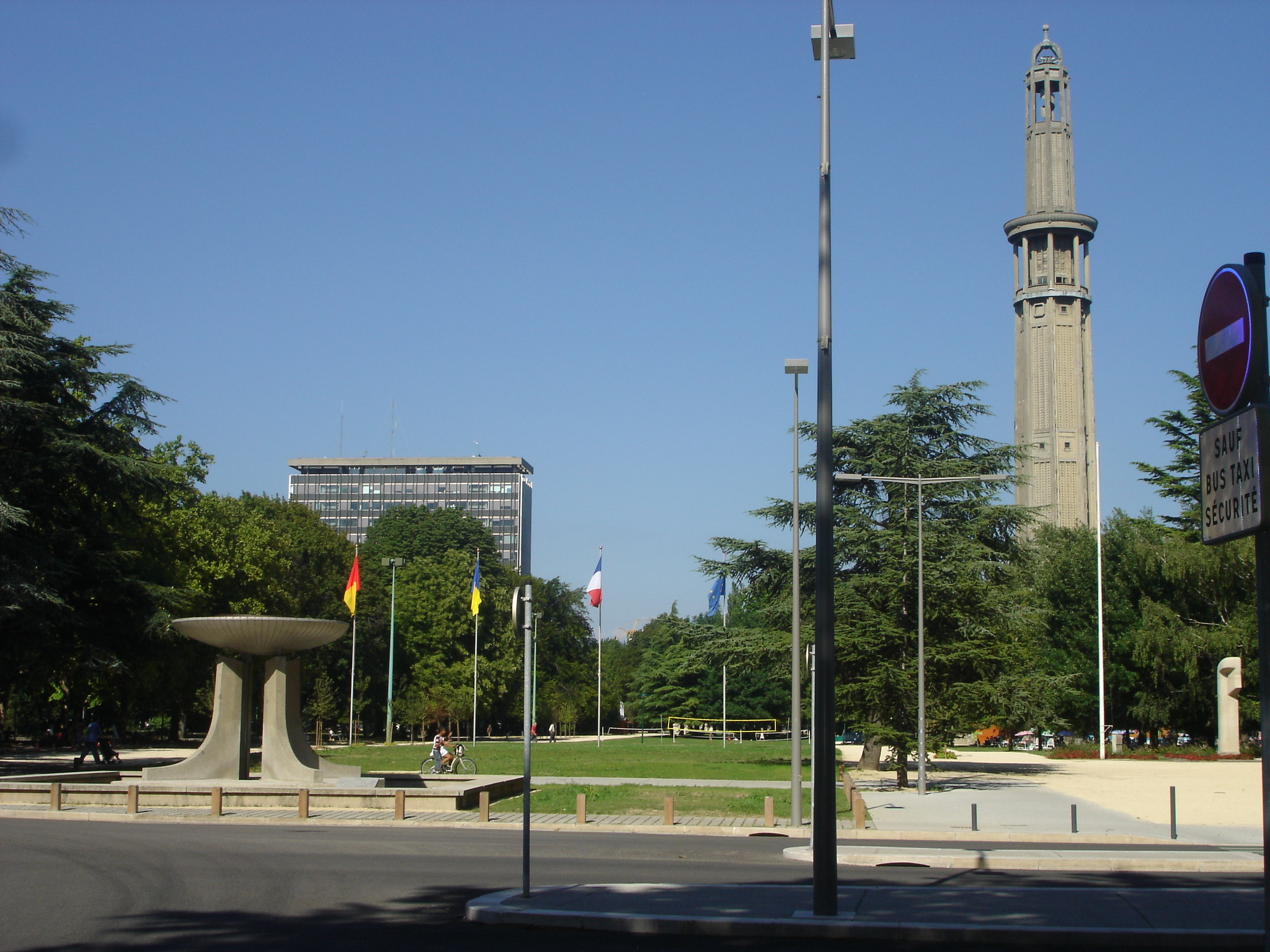
Tour Perret, Grenoble (1924-1925).
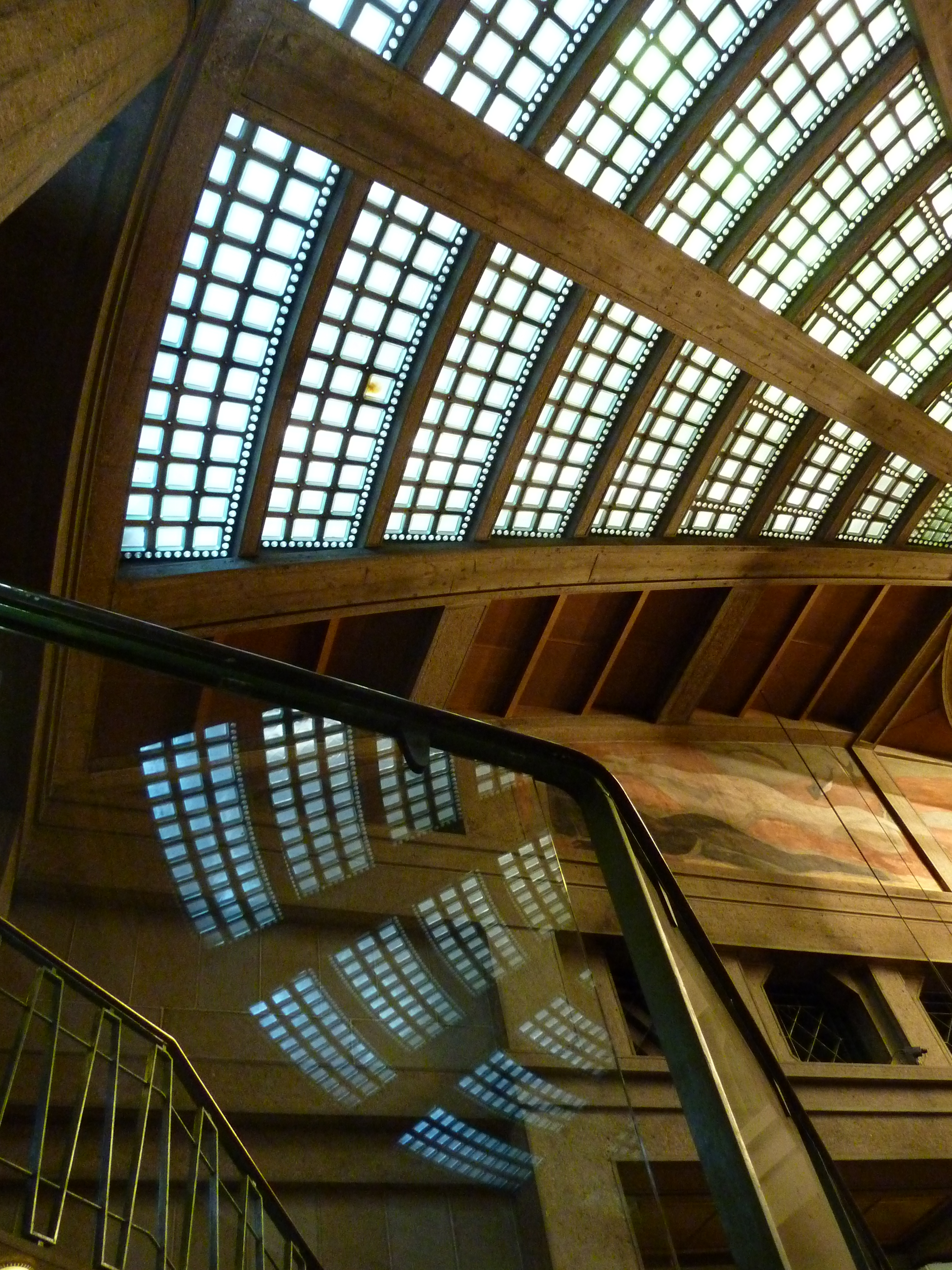
Ancien Musée national des Travaux publics, actuellement siège du Conseil économique, social et environnemental (CESE).
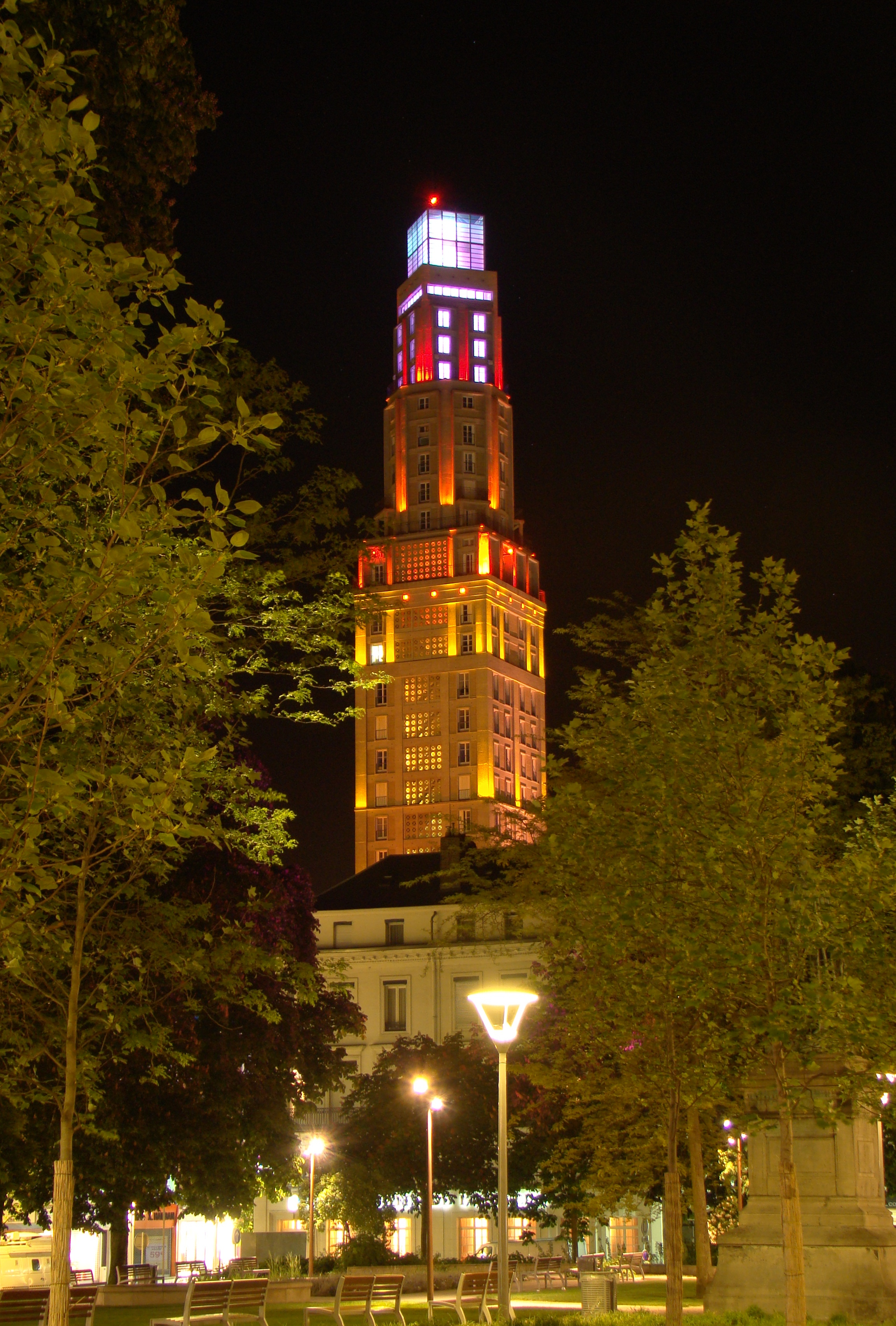
Tour Perret, Amiens (1949-1952).
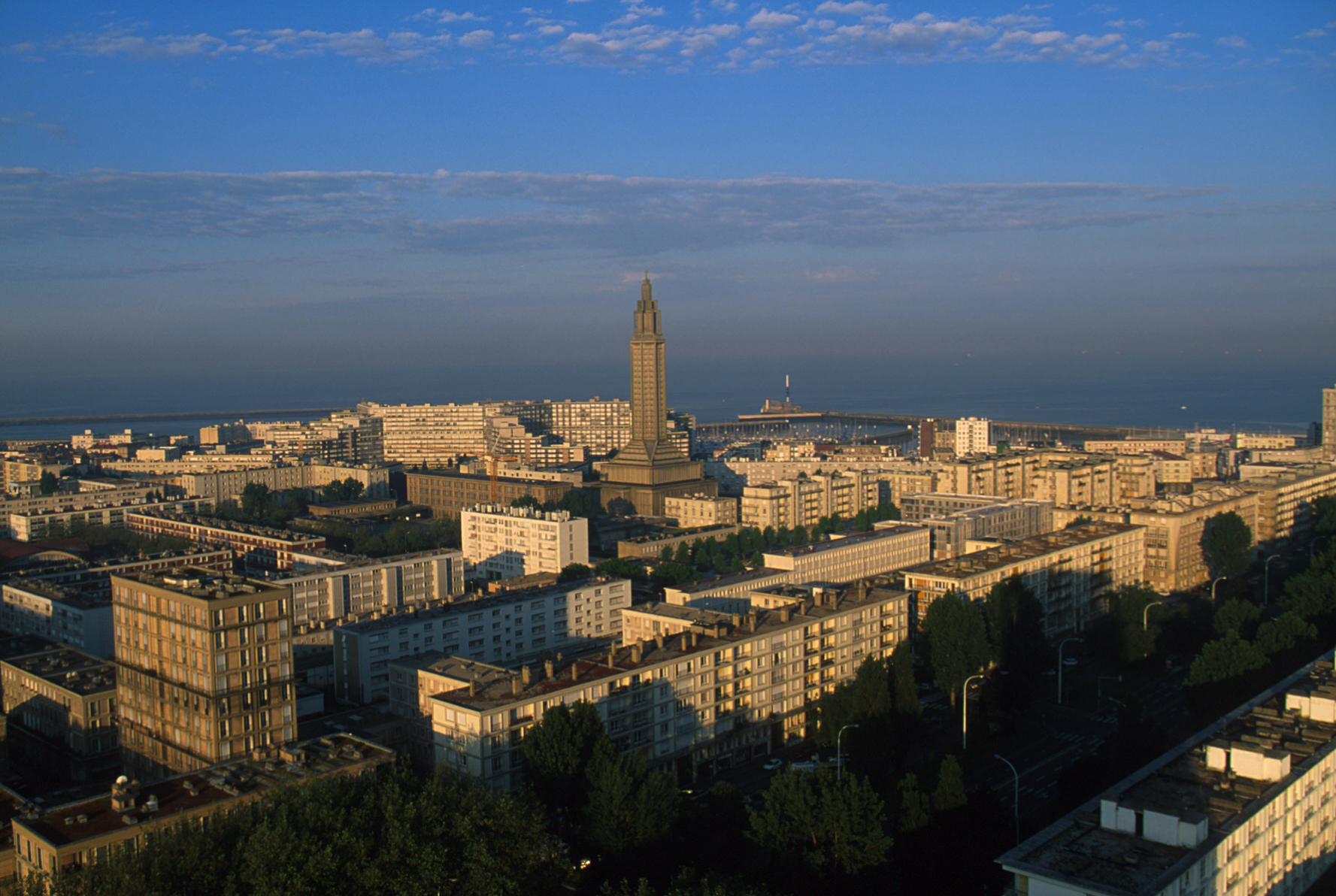
Partie du centre-ville du Havre (1945-1954).